# Соркин, Наум Семёнович
Нау́м Семёнович Соркин (30 января [11 февраля] 1899 — 16 января 1980) — советский дипломат, генерал-майор. Участник советско-японской войны 1945 года.

## Биография
Родился в Александровске Екатеринославской губернии (в настоящий момент — Луганской области). Еврей. Член ВКП(б).
С 1919 года — в РККА. В 1920 году окончил Харьковские командные артиллерийские курсы, в 1923 году — Артиллерийскую школу.Участник гражданской войны на Южном фронте. Участник советско-польской войны.
В 1923—1926 гг. — инструктор Монгольской народной армии по артиллерии.
В 1926—1932 гг. — консул СССР в Алтан-Булаке (Монголия), заведующий Консульским отделом, затем 1-й секретарь Полномочного представительства СССР в Монголии.
В 1933 году окончил Курсы военно-дипломатических работников.
В 1933—1934 гг. — в распоряжении народного комиссара по военным и морским делам — председателя Революционного военного совета СССР.
В 1935—1936 гг. — работал в Народном комиссариате иностранных дел.
В 1936—1937 гг. — заместитель начальника 9-го отдела 4-го (разведывательного) управления Генерального Штаба РККА.
В 1937—1939 гг. — временно исполняющий должность начальника 9-го отдела Разведупра Генерального Штаба РККА.
В 1939—1941 гг. — исполняющий должность начальника Отдела специальных заданий Разведупра Генерального Штаба РККА.
В 1941—1945 гг. — начальник Разведывательного отдела Штаба Дальневосточного фронта, 1-го Дальневосточного фронта. Представлял Коминтерн, курировал связи с китайскими и корейскими партизанами в Маньчжурии, включая отряд Ким Ир Сена.
В ноябре 1944 года присвоено звание генерал-майора РККА.
В 1945—1947 гг. — начальник Разведывательного отдела Штаба Дальневосточного военного округа.
В 1947—1950 гг. — начальник Военного отдела Военно-дипломатической академии.
В 1952—1958 гг. — заместитель начальника кафедры Военно-воздушной инженерной академии.
Умер 16 января 1980 года в Ленинграде.

## Награды
- Орден Ленина[3]
- Орден Красного Знамени (награждён приказом ВС 2-го Дальневосточного фронта в 1945 году)[4]
- Орден Красной Звезды (Указ Президиума ВС СССР от: 04.06.1944 года - за хорошую организацию работы подчинённых и достигнутые высокие результаты)[5]
- Орден Красной Звезды
- медаль «XX лет Рабоче-Крестьянской Красной Армии»[6](1938)
- Монгольский орден "Красного Знамени"